# Szálkáslevelű hárs
A szálkáslevelű hárs vagy Henry-hárs (Tilia henryana) Kínából származik, első példányait Ernest Wilson hozta Európába 1901-ben. Tudományos nevét Augustine Henry ír sinológus-, botanikusról kapta, aki 1888-ban felfedezte.

## Megjelenése
A szálkáslevelű hárs 20-25 méter magasra növő lombhullató fa, kérge halványszürke, repedezett. 10 cm-nél kisebb, szív alakú, zöld levelei kihajtáskor vöröses árnyalatúak, molyhosak, később világos, sárgás, feltűnő erezetűek. A levelek szélei pillaszerűen fogazottak, a levélnyél 3–5 cm. Az apró, sápadt, majdnem fehér színű, illatos virágait ősszel hozza.

## Fordítás
- Ez a szócikk részben vagy egészben  a   Tilia henryana című angol Wikipédia-szócikk ezen változatának fordításán alapul.  Az eredeti cikk szerkesztőit annak laptörténete sorolja fel. Ez a jelzés csupán a megfogalmazás eredetét és a szerzői jogokat jelzi, nem szolgál a cikkben szereplő információk forrásmegjelöléseként.